# Горчаки (Давлекановский район)
Горчаки (баш. Горчаки) — деревня в Давлекановском районе Республики Башкортостан Российской Федерации. Входит в состав Микяшевского сельсовета. 

## География

### Географическое положение
Расстояние до:
- районного центра (Давлеканово): 25 км,
- центра сельсовета (Микяшево): 7 км,
- ближайшей ж/д станции (Давлеканово): 25 км.

## Население
| 2002 | 2009 | 2010 |
| ---- | ---- | ---- |
| 114  | ↗136 | ↘120 |

Согласно переписи 2002 года, преобладающая национальность — башкиры (96 %).